# ヴワディスワフ・タルノフスキ
ヴワディスワフ・タルノフスキ（ポーランド語: Władysław Tarnowski、1836年6月4日 - 1878年4月19日）は、ポーランドの前期ロマン派音楽を代表するピアニスト・作曲家・詩人・劇作家。当時のヨーロッパにおいてもピアニストとして、また作曲家として有名だった。ポーランドを代表する国民的ロマン派詩人でもある。

## 生い立ち
バレリャン・タルノフスキ（Walerian Tarnowski）伯爵とエルネスティーナ（旧姓：タルノフスカ、Ernestyna Tarnowska）の間に生まれた長男である。また、イエズス会の大学の学生であった。

## 主要作品
- 弦楽四重奏 (Quatour Re-majeur pour Deur Violons, Viola et Violoncelle
- グランドポロネーズ (Grande polonaise quasi rapsodie symphonique
- 2つの夜行性：暗い夜、明るい夜 (DEUX NOCTURNES I. Nuit sombre. II. Nuit claire)
- ジェーン・グレイ (ドラマへの序曲) (Joanna Grey: Prolog symfoniczny (jako uwertura)